# Nationale Druckerei

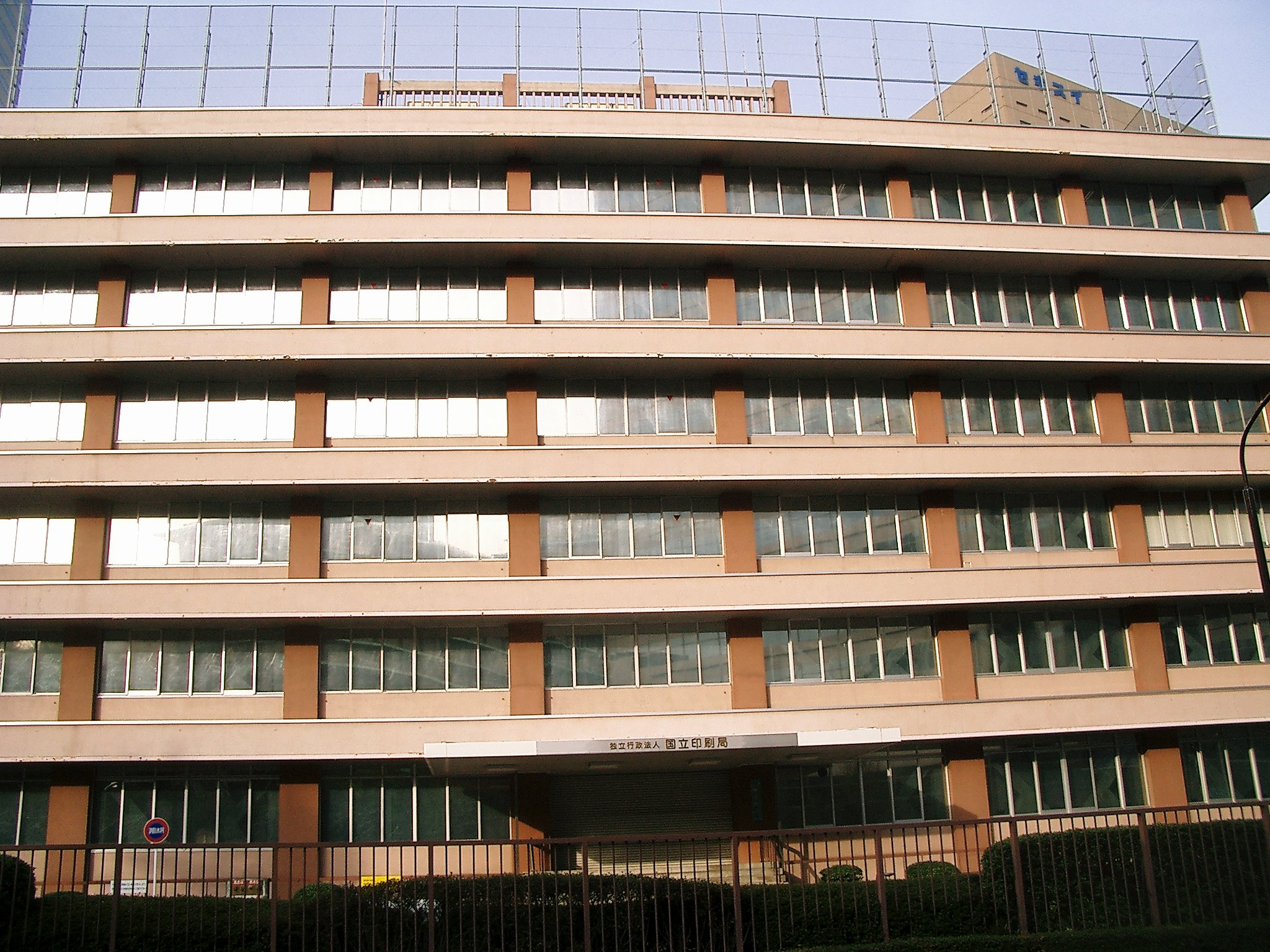
Hauptgebäude der Nationalen Druckerei Japans

Die Nationale Druckerei oder Staatsdruckerei (jap. 独立行政法人 国立印刷局, Dokuritsu Gyōsei Hōjin Kokuritsu Insatsukyoku, engl. National Printing Bureau) ist eine Selbstverwaltungskörperschaft des japanischen Finanzministeriums, die ähnlich der deutschen Bundesdruckerei, Geldscheine, Reisepässe, Postsparbücher, Wertpapier etc. druckt. Der Hauptsitz befindet sich im Stadtteil Minato in der Präfektur Tokio, weitere sieben Druckereien befinden sich in verschiedenen Tokioter Stadtteilen und Präfekturen (in Toranomon, Takinogawa, Ōji, Odawara, Shizuoka, Hikone und Okayama). Die Bediensteten der Nationalen Druckerei sind Staatsbeamte (国家公務員, kokuritsu kōmuin) im Sinne des japanischen Beamtengesetzes (国家公務員法, kokuritsu kōmuinhō). Gegenwärtig beschäftigt die Staatsdruckerei 4216 Personen (Stand: April 2015) unter der Leitung von Hiroyuki Ujikane.

## Überblick
Die Staatsdruckerei wurde am 27. Juli 1871 als „Amt für Papiergeld“ (紙幣司, shiheishi) des Finanzministeriums eingerichtet und bereits im August in „Büro für Papiergeld“ (紙幣寮, shiheiryō) umbenannt. Ziel war es dem steigenden Bedarf an Papiergeld, das bis dahin in Deutschland und Amerika gedruckt wurde, durch eine landeseigene Produktion gerecht zu werden. 1872 erließ die Regierung das „Nationalbankgesetz“ (国立銀行条例, kokuritsu ginkō jōrei), das nach der Meiji-Restauration den Geldverkehr regeln sollte. Im gleichen Jahr wurde zudem eine „Vervielfältigungsbehörde“ (印書局, inshokyoku) eingerichtet, die drei Jahre später, 1875 mit dem „Büro für Papiergeld“ zusammengelegt und dem Finanzministerium unterstellt wurde. Nachdem im darauf folgenden Jahr in Ōtemachi die erste Druckerei errichtet worden war, wurde 1877 das „Büro für Papiergeld“ erneut umbenannt in „(Staats)druckerei“ (印刷局, insatsukyoku, wörtlich etwa: „Druckereibehörde“).
1877 wurde dann auch die erste eigene Banknote, ein Ein-Yen-Schein, hergestellt. Maßgeblich beteiligt an der Herstellung der ersten Banknoten waren der Drucker Motogi Shōzō und der italienische Radierer Edoardo Chiossone, der als Kontraktausländer (oyatoi gaikokujin) etwa ein Porträt des Meiji-Kaisers für die Banknoten entwarf.
Auf der Basis des 1872 erlassenen „Nationalbankgesetz“ waren innerhalb kurzer Zeit 153 staatliche Banken entstanden, deren Bedarf an Papiergeld nun durch die landeseigene Druckerei sichergestellt werden konnte. 1882 wurde dann auch die Bank of Japan als Zentralbank Japans eingerichtet, die das Recht auf die Ausgabe von Banknoten übernahm. 1943 wurde zudem die „Kabinettsdruckerei“ (内閣印書局, naikaku insatsukyoku), die bis dahin dem japanischen Kabinett unterstand, in die Staatsdruckerei eingegliedert, sodass die Druckerei seither auch für die Produktion der Amtsblätter zuständig ist. 2003 wurde die Staatsdruckerei in eine Selbstverwaltungskörperschaft umgewandelt.
Bereits 1936 wurde eigens zur medizinischen Betreuung der Staatsbeamten, die in der Staatsdruckerei beschäftigt sind, das „Krankenhaus der Staatsdruckerei Tokio“ (国立印刷局東京病院, Kokuritsu insatsukyoku Tōkyō byōin) eingerichtet, das bis heute besteht.